# ورزش زمستانی

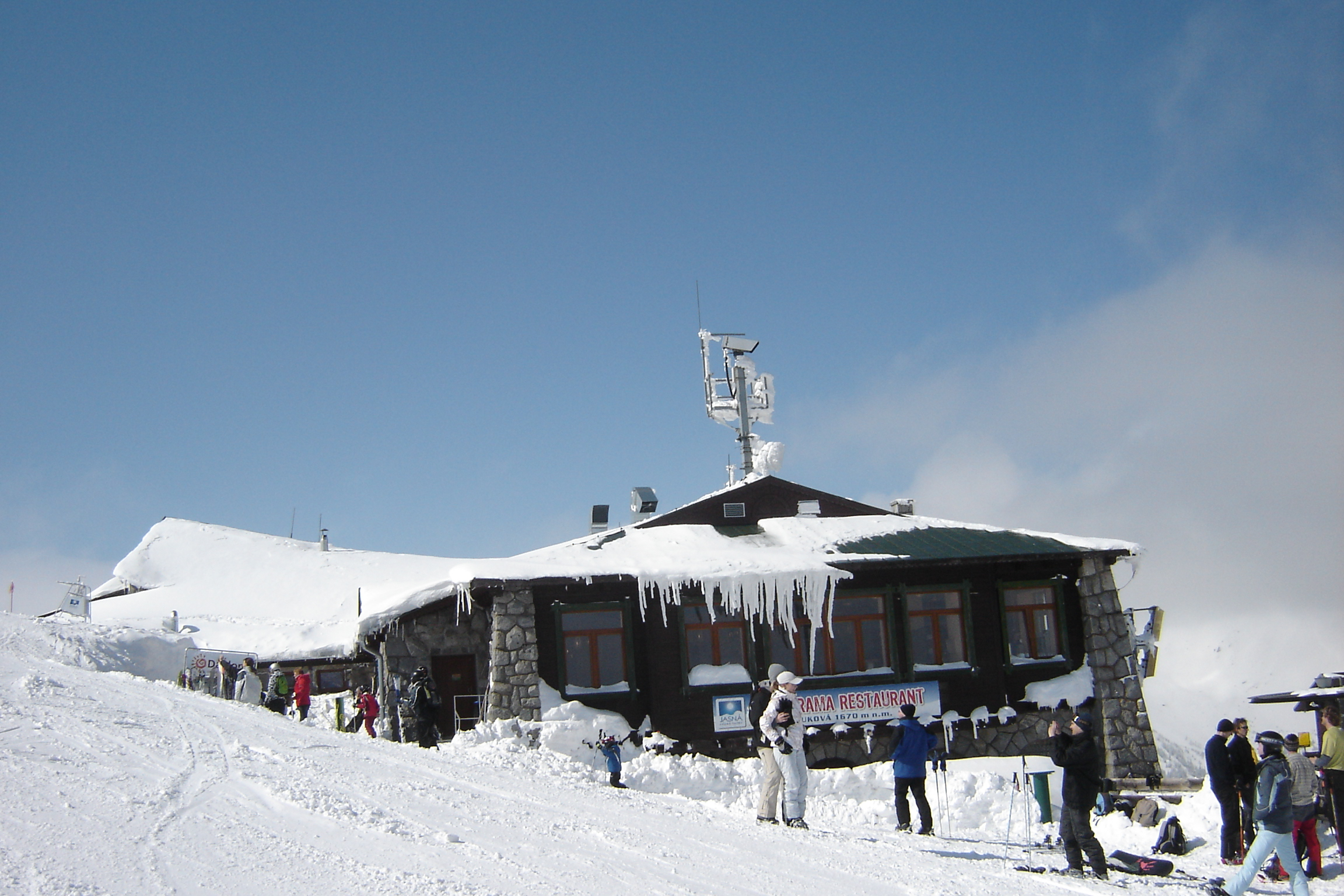
پیست اسکی در مرکز اسلواکی

ورزش زمستانی (انگلیسی: Winter sport) یک فعالیت تفریحی و ورزشی است که در طول ماه‌های سرد هر سال برگزار می‌گردد، این نوع ورزش بر پایهٔ ورزش اسکی و فعالیت‌های دیگر مربوط به این ورزش است که می‌تواند اسکیت روی یخ یا به وسیلهٔ سورتمه باشد، به طور سنتی این نوع ورزش‌ها تنها در مناطق سردسیر و زمستانی انجام می‌شود، برف و یخ مصنوعی اجازهٔ انعطاف‌پذیری بیشتر و کنترل شده‌ای را به علاقه‌مندان و دوستداران این نوع ورزش‌ها ارائه می‌دهد، یخ مصنوعی می‌تواند برای ارائه و آماده سازی زمین‌های یخی که بیشتر برای اسکیت روی یخ مورد استفاده قرار می‌گیرند کاربرد داشته باشد، اسکیت روی یخ، هاکی روی یخ و ورزش باندی می‌تواند در آب و هوای خفیف‌تر اجرا گردد
ورزش‌های انفرادی شایع‌تری نیز در این زمینه وجود دارد از جمله ورزش‌هایی همچون، اسکی صحرانوردی، اسکی آلپاین، اسنوبرد سواری، اسکی پرش، اسکیت سرعت، اسکیت نمایشی، لژسواری، اسکلت، بابسلد و برفرُو. تیم‌های مشترک ورزشی شایع در این زمینه نیز شامل هاکی روی یخ، کرلینگ و باندی می‌باشد

## نگارخانه

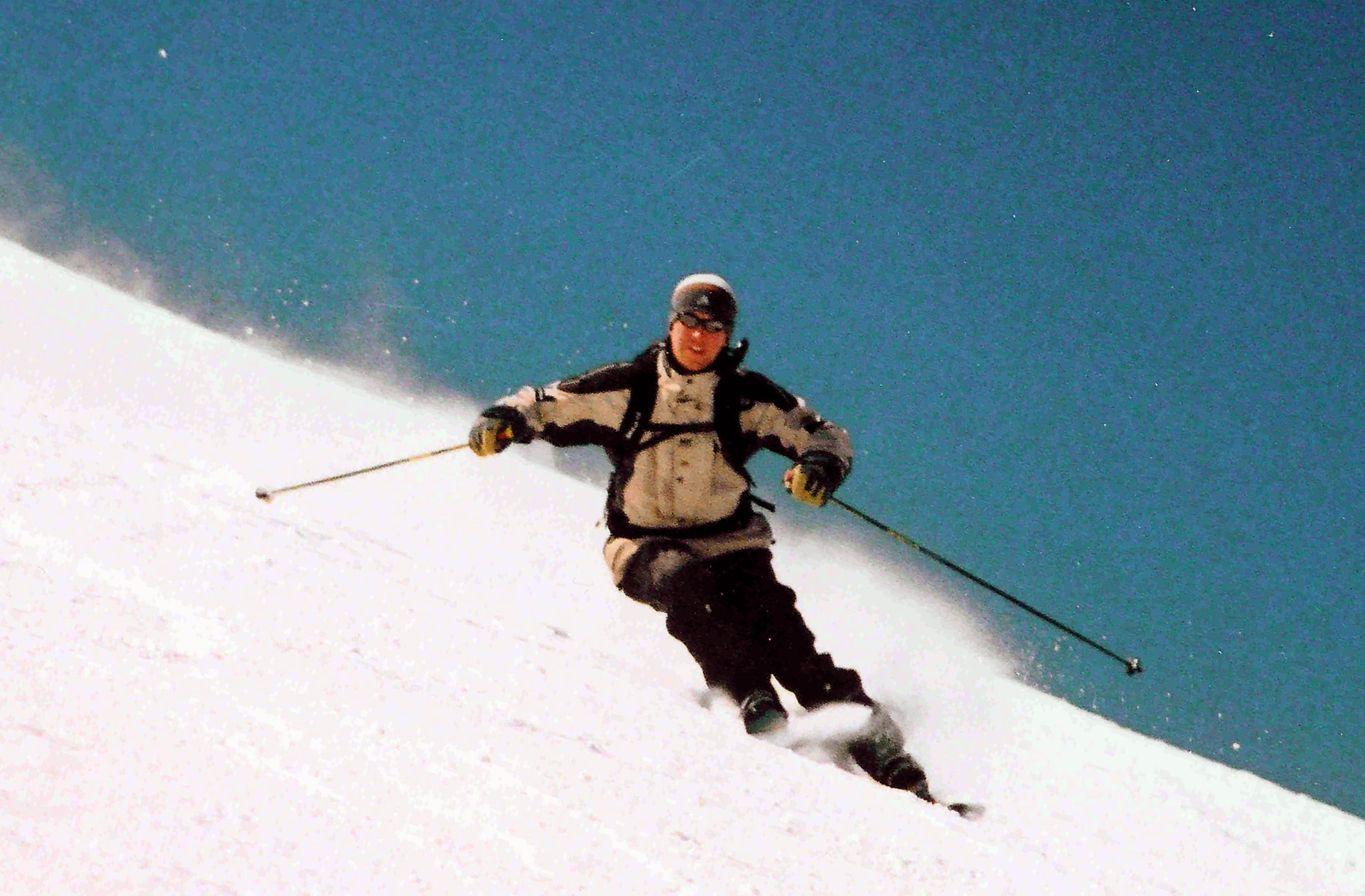
اسکی روی یخ
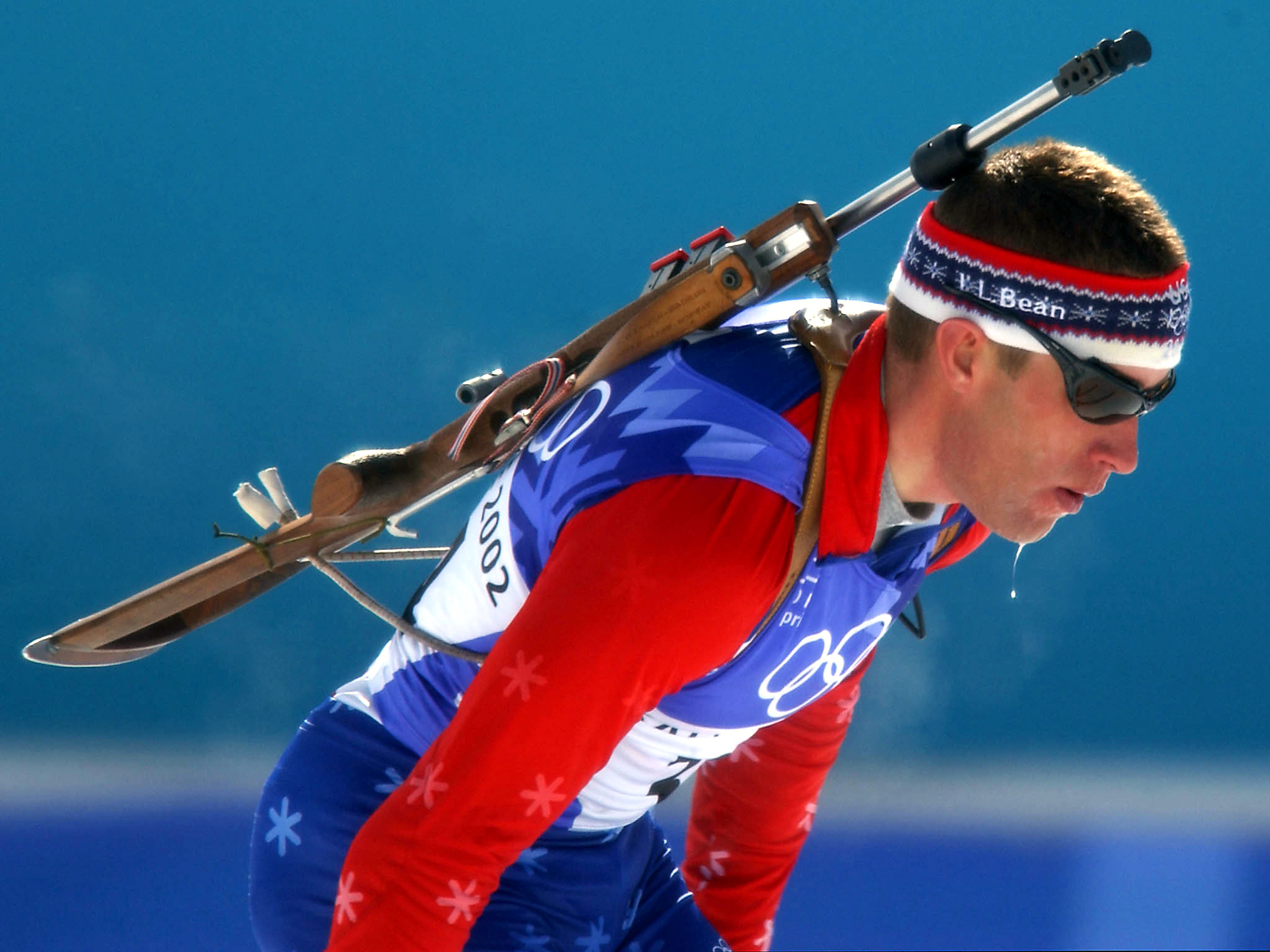
جرمی تلا، المپیک ۲۰۰۲
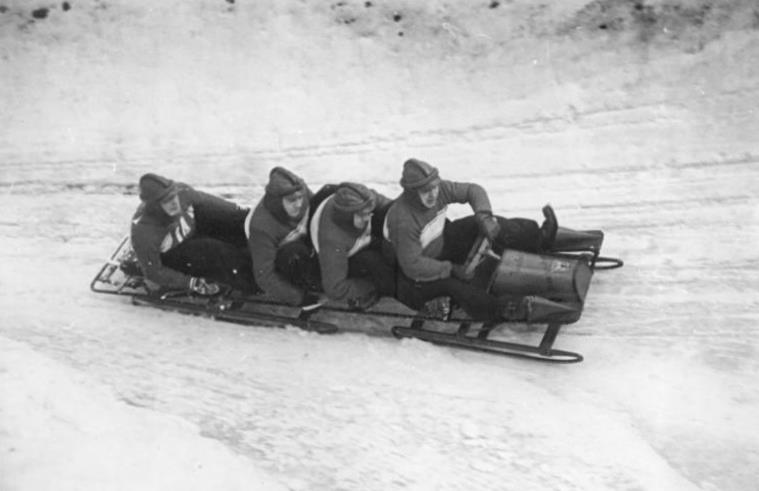
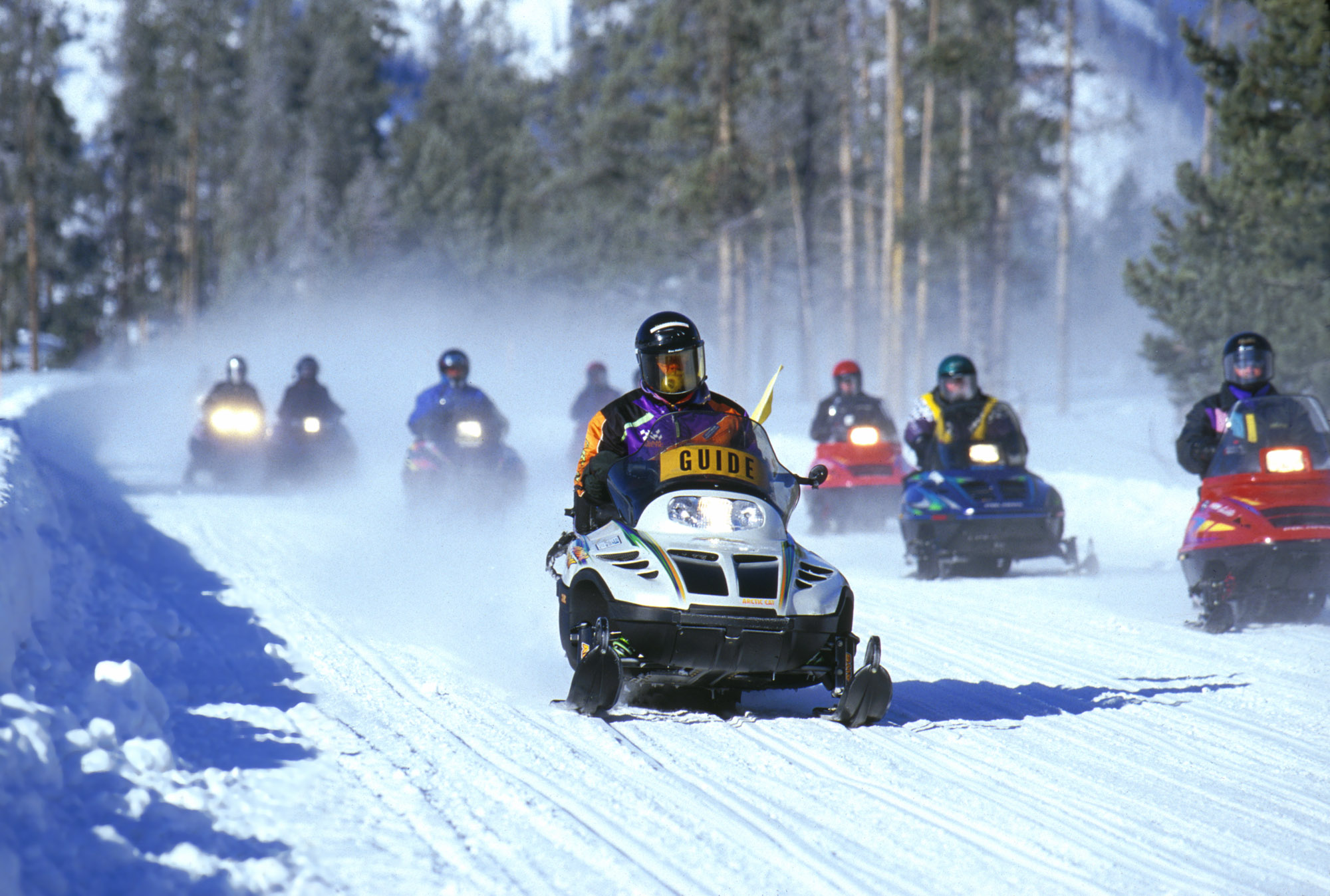
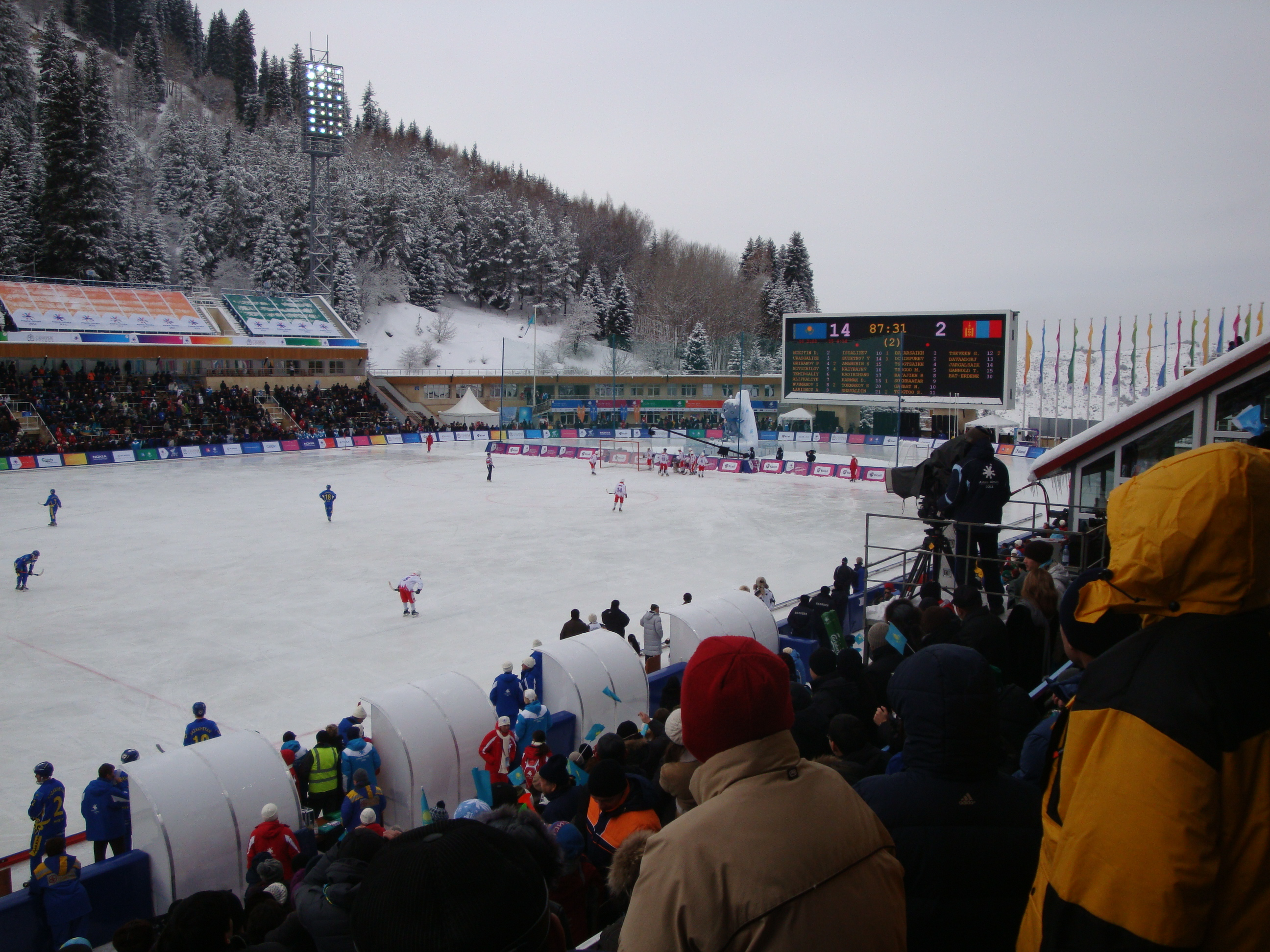